# رنو ۱۶
رنو ۱۶ (Renault ۱۶) خودرویی است که در سال‌های ۱۹۶۵ تا ۱۹۸۰تولید شده‌است. طراحی آن خودروهای موتور وسط-محور جلو بوده طول آن در حالت طبیعی ۴٬۲۴۰ میلیمتر (۱۶۶٫۹ اینچ) و عرض آن در حالت طبیعی ۱٬۶۲۸ میلیمتر (۶۴٫۱ اینچ) و ارتفاع آن در حالت طبیعی ۱٬۴۵۰ میلیمتر (۵۷٫۱ اینچ) است. سیستم جعبه‌دندهٔ آن ۳ دنده به دو صورت خودکار و دستی است.